# El diario de Carlota
El diario de Carlota es una película española de drama y comedia juvenil basada en la novela de Gemma Lienas y dirigida por José Manuel Carrasco. La película se estrenó el 23 de julio de 2010 en España.

## Sinopsis
Carlota (Andrea Ros) tiene 16 años y está enamorada de un deportista llamado Oriol (Marcel Borràs) pero descubre el sexo con Sergio (David Castillo), el yerno que todas las madres quisieran para sus hijas.
Carlota está hecha un lío, pero ni sus padres (que se están separando), ni sus mejores amigas Elisa (Lydia Fairén) y Mireia (Lorena Mateo) pueden ayudarla; entre otras cosas, porque Elisa se disfraza de chico para poder estar cerca de Lucas (Maxi Iglesias), del que está perdidamente enamorada y porque Mireia se ha propuesto seducir a Oriol, traicionando así a su mejor amiga.
Carlota tiene una vida alocada: es rescatada de una cornisa por un ejército de bomberos; gana un concurso de judo sin tener ni idea de artes marciales y se hace pruebas de embarazo con la ayuda de un perro. Cosas normales que suelen ocurrirle a una joven.

## Reparto
| Personaje | Actor            |
| --------- | ---------------- |
| Carlota   | Andrea Ros       |
| Oriol     | Marcel Borràs    |
| Sergio    | David Castillo   |
| Elisa     | Lydia Fairén     |
| Mireia    | Lorena Mateo     |
| Lucas     | Maxi Iglesias    |
| Manuel    | Luis Callejo     |
| Charlie   | Guillermo Eced   |
| Marcos    | Omar Muñoz       |
| Nuria     | Ana Rayo         |
| Gregorio  | Benito Sagredo   |
| Durán     | Sergio Parralejo |

## Fechas de estreno
- España: 23 de julio de 2010
- Francia: 18 de mayo de 2010[2]